# John Legend
John Legend är artistnamnet för John Roger Stephens, född 28 december 1978 i Springfield, Ohio. John Legend är en amerikansk Grammybelönad R&B-sångare, låtskrivare, musikproducent och filmproducent. 
John Legend slog igenom 2005 med låtarna "Used to Love U" och "Ordinary People" från sitt debutalbum Get Lifted. Albumet var till stora delar ett samarbete med rapparen och producenten Kanye West samt med Snoop Dogg. I oktober 2006 släpptes uppföljande albumet Once Again. John Legend har även figurerat som bakgrundssångare på Jay-Zs "Encore", Alicia Keys "You Don't Know My Name" och Fort Minors "High Road" och spelat piano på Lauryn Hills "Everything is Everything".
John Legend är gift med Chrissy Teigen sedan 2013 och tillsammans har de fyra barn.

## Diskografi
- 2004 – Get Lifted
- 2006 – Once Again
- 2008 – Evolver
- 2013 – Love in the future
- 2013 – All of Me
- 2016 – Darkness and Light
- 2018 – A Legendary Christmas
- 2020 – Bigger Love